# Chionaema pudens
Chionaema pudens är en fjärilsart som beskrevs av Walker 1862. Chionaema pudens ingår i släktet Chionaema och familjen björnspinnare. Inga underarter finns listade i Catalogue of Life.